# Манас (приток на Брахмапутра)
Манас (в Китай – Нямджанг, в Бутан – Дангме) (на английски: Manas River) е река в Югозападен Китай (в Тибетския автономен регион), Бутан и Североизточна Индия (щата Асам), десен приток на Брахмапутра. Дължината ѝ е 376 km, а площта на водосборния ѝ басейн – 41 360 km². Река Манас води началото си под името Нямджанг на 4787 m н.в. от северния склон на Хималаите, на китайска територия, като в най-горното си течение тече на изток в тясна планинска долина. След това завива на юг и чрез живописна, дълбока и тясна, на места каньоновидна долина пресича Хималаите под името Дангме. В района на индийско-бутанската граница, при индийския град Мотхаргури излиза от планините и вече под името Манас тече през източната част на Индо-Гангската равнина в широка долина, в която се разделя на ръкави и силно меандрира. Влива се чрез два ръкава отдясно в река Брахмапутра на 34 m н.в. Основни притоци: леви – Тазянг; десни – Пук, Граши Янцем, Куру (най-голям приток), Мангде. Има ясно изразено пролетно-лятно пълноводие за сметка на топенето на снеговете и ледниците в Хималаите и мусонните дъждове през този сезон. Често предизвиква в долното течение наводнения. На индийска територия голяма част от водите ѝ се използват за напояване.